# 被動攻擊行為
被動攻擊行為（Passive-aggressive behavior）是指一種消極、且避免直接溝通的敵意行為，最常見的是刻意做出與對方期望相反的行為（如刻意遲到、被攀談時保持沉默）。這種行為有時會引起周圍人的不滿，從而引發困惑或憤怒。被動攻擊行為的受害者可能會因為施行者的作為與所說的不一致而感到焦慮。

## 應用

### 心理學
在心理學中，「被動攻擊」是最常被誤用的心理學術語之一。經過一番爭論後，美國精神醫學學會將其從DSM-IV中的人格障礙列表中刪除，因為它過於狹隘，不足以成為完整的診斷，且缺乏足夠的科學證據來滿足日益嚴格的定義標準。文化上，含糊的「被動攻擊」標籤被普通人和專業人士誤用。美國精神醫學學會之所以將被動攻擊性人格定義從官方診斷手冊中刪除，主要是因為其經常被誤用以及臨床醫生提供的描述往往矛盾和不明確。許多過去被歸類為被動攻擊的行為，被重新定義為明顯攻擊行為（overt aggression）或隱蔽攻擊行為（covert aggression），這些用來描述操縱者和其他困擾角色使用的微妙、深思熟慮、狡猾和陰險的策略來恐嚇、控制、欺騙和虐待他人。也就類似中文俗稱的「耍心機」、「城府深」等等。
美國精神醫學學會目前已經刪除的定義如下：被動攻擊行為的特徵是習慣性地以非主動方式抵抗預期的工作要求，對正常的表現要求持反對、陰沉、固執和消極態度。最常見的是在工作場所，以間接行為抵抗，如拖延、健忘和刻意降低效率，特別是在反應權威人物的要求時，但這些行為在人際互動中也可能發生。
另一個來源將被動攻擊行為描述為：以廣泛的負面態度為特徵的人格，並表現出被動，有時是阻撓性的抵抗，以符合人際或職業情境中的期望。行為如習得性無助、拖延、固執、怨恨、陰沉，故意或反覆未完成具有明確責任的請求。

### 衝突理論
在衝突理論中，被動攻擊行為更適合被描述為「刻薄」的行為，因為它由故意、積極，但精心隱藏的敵對行為組成，這與被動抵抗的非自信風格有顯著不同。

### 工作
員工和經理的被動攻擊行為會破壞團隊的團結和生產力。Warner's電子書的廣告中說道：「最糟糕的被動攻擊行為包括破壞性態度，如消極、陰沉、怨恨、拖延、『忘記』做某事、經常遲到和故意低效。」 如果忽視這種行為，可能會導致辦公效率下降和員工間的挫折感。如果經理表現出被動攻擊行為，可能會扼殺團隊的創造力。Paula De Angelis說：「實際上，那些被提升到主管職位的人，往往是那些表面上看起來友好、通融和支持，但實際上是不誠實、在背後捅人一刀搞破壞的人。」

## 歷史
被動攻擊行為首次由上校威廉·C·梅寧格在第二次世界大戰期間臨床定義，這是針對男性對軍事服從反應的描述。梅寧格描述了那些不公開反抗但通過「被動措施，如噘嘴、固執、拖延、低效和被動阻撓」表達他們的「攻擊性」的士兵，這是梅寧格所認為的「不成熟」以及對「常規軍事壓力」的反應。
根據一些精神分析觀點，不遵守規定並不表示真正的被動攻擊行為，這可能更準確地定義為基於自我施加的接受需要而壓抑的情緒表現。